# Macroglossum calescens
Macroglossum calescens là một loài bướm đêm diều hâu trong họ Sphingidae, thuộc chi Macroglossum.